# Xanthorhoe postpositaria
Xanthorhoe postpositaria är en fjärilsart som beskrevs av Otto Staudinger 1892. Xanthorhoe postpositaria ingår i släktet Xanthorhoe och familjen mätare. Inga underarter finns listade i Catalogue of Life.